# Body (película)
Body 19,(บอดี้..ศพ# 19), es una película de terror-thriller tailandés del 2007. Es producida por GTH, la misma productora que hizo la exitosa película de terror tailandesa, Shutter. Cuerpo es dirigido por Paween Purijitpanya y coescrita por Chukiat Sakweerakul, que había dirigido previamente la película 13 Beloved.

## Reparto
- Arak Amornsupasiri es Chon.
- Ornjira Lamwilai es Aye.
- Kritteera Inpornwijit es Usa.
- Patharawarin Timkul es Dararai.

## Caso Real
La historia en Body#19 tiene paralelos a un caso real con un crimen ocurrido en Tailandia, sobre el Dr. Wisut Boonkasemsanti, un ginecólogo que también enseñó en la Facultad de Medicina de la Universidad de Chulalongkorn. Fue declarado culpable y condenado a la pena de muerte en 2001 por la muerte de su esposa, Phassaporn, que era también una ginecóloga. Wisut fue encontrado culpable de descuartizar a su esposa y rubor sus restos hasta inodoros.

## Banda sonora
La canción que se realiza durante la ejecución musical que se asiste a Chon ""Kid tung teo took tee ti yoo kon deaw" ("I Miss You Every Time I Am Alone") por Pat Suthasini Puttinan.
- Datos: Q1766427